# The Complete Night: Live at the Stone NYC
The Complete Night: Live at the Stone NYC ist ein Jazzalbum der Formation The MacroQuarktet. Die am 30. Juni 2007 im New Yorker Veranstaltungsort The Stone entstandenen Aufnahmen erschienen auf zwei Compact Discs 2020 auf Out of Your Head Records. Volume One ist eine Neuauflage des Albums Each Part Whole, das unter diesem Titel ursprünglich 2009 auf Herb Robertsons Label Ruby Flower veröffentlicht wurde.
Volume Two ist das zweite Set des Abends, und die Aufnahme wurde hiermit zum ersten Mal veröffentlicht.

## Hintergrund
Ungefähr zwei Jahre nachdem das Stone seinen ursprünglichen Standort in New York eröffnet hatte (eine Ladenfront in Alphabet City), bereitete sich an einem Sommerabend eine Gruppe namens MacroQuarktet – bestehend aus den Trompetern Dave Ballou und Herb Robertson, dem Bassisten Drew Gress und dem Schlagzeuger Tom Rainey – auf zwei Auftritte in dem Veranstaltungsort vor. Nachdem Herb Robertson und Dave Ballou mit Größen wie Tim Berne, John Zorn, Paul Motian, Bill Frisell, Dewey Redman und anderen zusammengearbeitet hatten, spielten die beiden Trompeter gemeinsam im Orchestra von Satoko Fujii. Nach der Aufnahmesession für „Undulation“ von Satoko Fujii erkannten Robertson und Ballou jedoch, dass es wichtig sei, sich zusammenzutun und in einem kleineren Format zu arbeiten. The Complete Night: Live at The Stone NYC  dokumentiert ihren ersten Auftritt vom 30. Juni 2007 und ist hier zum ersten Mal in voller Länge verfügbar.

## Titelliste

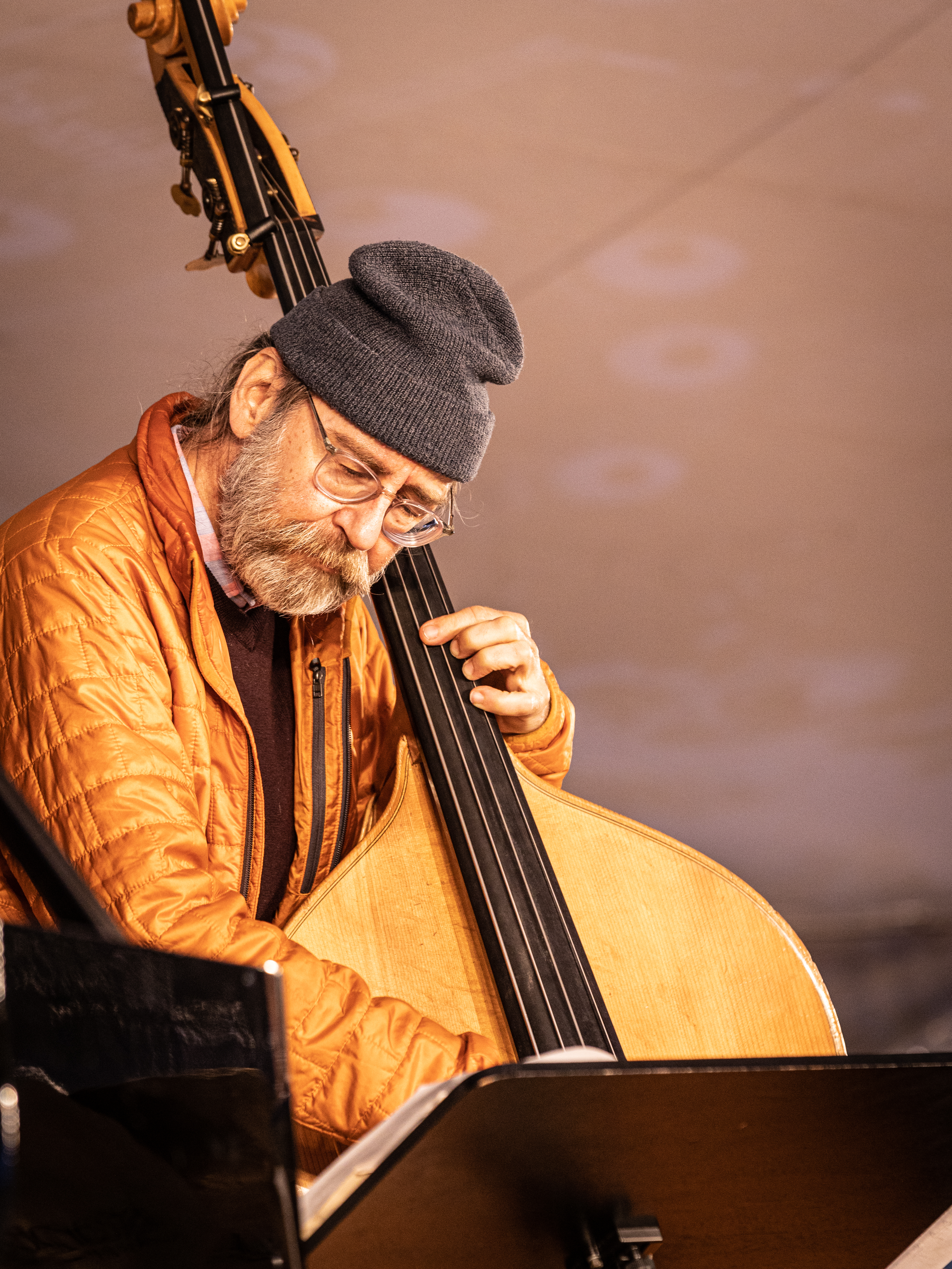
Drew Gress beim Moers Festival 2021

- The MacroQuarktet: The Complete Night: Live at the Stone NYC (Out of Your Head OOYH 006)[1]

1. Neuroplasticity Pt. 1 3:04
2. Neuroplasticity Pt. 2 9:55
3. Neuroplasticity Pt. 3 10:43
4. Ducks & Geese … Or Rabbits? Pt. 1 6:22
5. Ducks & Geese … Or Rabbits? Pt. 2 10:06
6. Ducks & Geese … Or Rabbits? Pt. 3 5:08
7. Ducks & Geese … Or Rabbits? Pt. 4 3:07
8. Basal D. Ganglia Pt. 1 3:37
9. Basal D. Ganglia Pt. 2 4:04
10. Basal D. Ganglia Pt. 3 4:03
11. Crossing the Threshold Pt. 1 9:00
12. Crossing the Threshold Pt. 2 10:11
13. Crossing the Threshold Pt. 3 7:40
14. Crossing the Threshold Pt. 4 7:09
15. Crossing the Threshold Pt. 5 9:55
16. No Planet B Pt. 1 4:08
17. No Planet B Pt. 2 5:13

Die Kompositionen stammen von Dave Ballou, Herb Robertson, Drew Gress und Tom Rainey.

## Rezeption

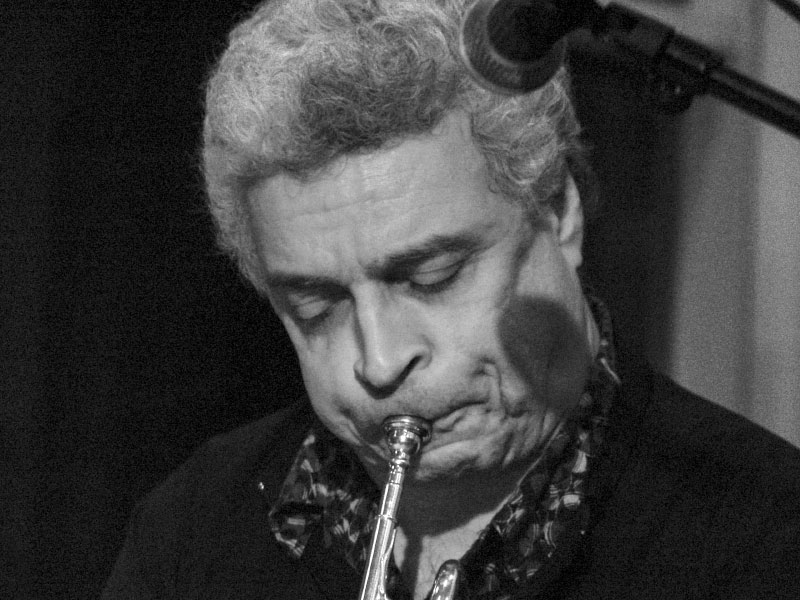
Herb Robertson in Aarhus (2008)

Was an diesen beiden Platten verblüffe, sei die Unmittelbarkeit der Musik, schrieb Mark Corroto in All About Jazz. Bei den 17 Titeln handle es sich eigentlich um fünf erweiterte Stücke, die aber diffenzierter für den Hörgenuss indiziert wurden. Auch wenn auf dem Cover die Instrumentierung als Trompeten, Bass und Schlagzeug aufgeführt ist, höre man tatsächlich Trompeten mit und ohne Dämpfer und andere Aufsätze, Kornett, Piccolotrompete, Flügelhorn und Plastikschlauch sowie Drew Gress, der zwischen Zupfbass und Streichbass wechselt und einen Fächer zu seiner Instrumentierung hinzufüge. Ballou und Robertson wechseln zwischen Mehrstimmigkeit und Begleitung und schaffen so einen Call-and-Response-Gesang, bei dem sich scheinbar nie eine Idee wiederhole. Die Aufnahme des zweiten Sets des Quartetts wirke nicht wie ein nachträglicher Einfall. Die zweite CD sei mit „Crossing The Threshold“ (part 1 bis 5) und dem Zweiteiler „No Planet B“ genauso stark wie die Originalveröffentlichung von 2008. Die Spieler schöpften scheinbar nie zweimal aus derselben Quelle und halten den Strom der Improvisationen am Laufen. Dies sei eine beeindruckende Leistung von vier Meistern.
Auf der Website des Stone wurde das Ensemble ursprünglich folgendermaßen beschrieben: „Debütauftritt einer neuen kollaborativen Band mit speziellen notierten Kompositionen und Gruppenimprovisationen“, zitierte Brad Cohan in JazzTimes, doch das sei angesichts der Größe und Erhabenheit von „The Complete Night“ eher ein oberflächlicher Programmhinweis. In diesen beiden faszinierenden Sets fänden sich unzählige Ebenen voller Detailreichtum und fesselnder Interaktion. Die Musik sei sicherlich von der intellektuellen Sorte, voll von strukturellen Nuancen und rhythmischen Verschiebungen, aber die Klanglandschaften, die sie freilegen, seien federleicht, ätherisch und hypnotisch. Das MacroQuarktett improvisiere auf dem höchsten Niveau von Unvorhersehbarkeit und Experimentierfreude. Das Album sei auch ein guter Kandidat für die beste historische Veröffentlichung des Jahres 2020.